# (7155) 1979 YN
(7155) 1979 YN (1979 YN, 1991 CQ1) — астероїд головного поясу, відкритий 23 грудня 1979 року.
Тіссеранів параметр щодо Юпітера — 3.217.